# Dormelletto
Dormelletto (piemontiul: Dromlèt) település Olaszországban, Piemont régióban, Novara megyében. Lakosainak száma 2515 fő (2023. január 1.). Dormelletto Angera, Arona, Comignago, Castelletto sopra Ticino és Sesto Calende községekkel határos.

## Népesség
A település lakossága az elmúlt években az alábbi módon változott:
| Lakosok száma | 2598 | 2600 | 2515 |
|               | 2017 | 2018 | 2023 |